# 30767 Chriskraft
30767 Chriskraft este un asteroid care intersectează orbita planetei Marte.

## Descriere
30767 Chriskraft este un asteroid care intersectează orbita planetei Marte. Asteroidul prezintă o orbită caracterizată de o semiaxă mare de 2,34 ua, o excentricitate de 0,29 și o înclinație de 26,8° în raport cu ecliptica.